# Pandemia de COVID-19 en Chihuahua
La pandemia de enfermedad por coronavirus en Chihuahua es parte de la pandemia de enfermedad por coronavirus causada por el SARS-CoV-2. El primer caso se confirmó el 17 de marzo de 2020.
Hasta el día de hoy 20 de diciembre de 2020, hay 44,318 casos confirmados, 4,110 defunciones y 26,119 recuperados. Se han descartado 23,094 casos y 2,450 se mantienen como sospechosos. Hay 308 personas hospitalizadas, de las cuales, 62 están intubadas en 27 hospitales del estado.

## Antecedentes
En diciembre de 2019, la Organización Mundial de la Salud dio a conocer la existencia de la enfermedad infecciosa COVID-19, ocasionada por el virus SARS-CoV-2, tras suscitarse un brote en la ciudad de Wuhan, China. El 28 de febrero de 2020, se confirmaron los primeros casos en México: un italiano de 35 años de edad, residente de la Ciudad de México, y un ciudadano del estado de Hidalgo que se encontraba en el estado de Sinaloa. El ciudadano hidalguense originario de Tizayuca, permaneció cerca de 12 días aislado en un hotel en Culiacán, Sinaloa. Contagiándose después de un viaje a Italia del 16 al 21 de febrero. El 11 de marzo esta persona regreso a Hidalgo, fue sometido a las pruebas de control, por lo que se le declaró libre de la enfermedad.

## Estadísticas

### Tablas
| Lugar                    | Confirmados | Defunciones |
| Estatal                  | 10          | 4110        |
| Juárez                   | 25132       | 2368        |
| Chihuahua                | 10208       | 837         |
| Delicias                 | 1677        | 210         |
| Parral                   | 1535        | 150         |
| Cuauhtémoc               | 1372        | 130         |
| Ojinaga                  | 783         | 8           |
| Nuevo Casas Grandes      | 670         | 57          |
| Camargo                  | 294         | 41          |
| Bocoyna                  | 283         | 7           |
| Guachochi                | 241         | 14          |
| Meoqui                   | 225         | 46          |
| Jimenez                  | 201         | 20          |
| Saucillo                 | 172         | 35          |
| Aquiles Serdán           | 153         | 7           |
| Chinipas                 | 116         | -           |
| Aldama                   | 111         | 8           |
| Ahumada                  | 77          | 9           |
| Allende                  | 74          | 2           |
| Gómez Farías             | 68          | 4           |
| Namiquipa                | 68          | 7           |
| Guazapares               | 66          | 1           |
| Ascensión                | 64          | 12          |
| Guerrero                 | 61          | 19          |
| Santa Bárbara            | 63          | 5           |
| Rosales                  | 59          | 11          |
| Urique                   | 37          | 4           |
| Madera                   | 35          | 8           |
| Buenaventura             | 34          | 7           |
| Guadalupe y Calvo        | 29          | 2           |
| Manuel Benavides         | 25          | -           |
| Casas Grandes            | 26          | 6           |
| Sn. Fco del Oro          | 23          | 6           |
| La Cruz                  | 21          | -           |
| Janos                    | 20          | 3           |
| Nonoava                  | 17          | 2           |
| Ocampo                   | 17          | 4           |
| Bachiniva                | 14          | 1           |
| Guadalupe                | 15          | 4           |
| Matamoros                | 14          | -           |
| Cusihuiriachi            | 13          | 3           |
| Santa Isabel             | 13          | 2           |
| Ignacio Zaragoza         | 12          | 3           |
| Valle de Zaragoza        | 12          | 2           |
| Praxedis G. Guerrero     | 11          | -           |
| San Francisco de Conchos | 11          | 3           |
| Julimes                  | 9           | 4           |
| Temosachic               | 9           | 5           |
| Balleza                  | 11          | 2           |
| Coronado                 | 11          | 3           |
| Gran Morelos             | 9           | 1           |
| Lopez                    | 9           | 3           |
| Carichi                  | 8           | 5           |
| Coyame del Sotol         | 8           | 3           |
| Galeana                  | 7           | 4           |
| La Cruz                  | 7           | -           |
| Batopilas                | 6           | -           |
| Riva Palacio             | 6           | 3           |
| San Francisco de Borja   | 5           | -           |
| Satevo                   | 5           | -           |
| El Tule                  | 4           | 1           |
| Moris                    | 4           | 2           |
| Dr. Belisario Domínguez  | 3           | 2           |
| Huejotitan               | 2           | -           |
| Matachí                  | 2           | 1           |
| Rosario                  | 3           | -           |
| Maguarichi               | 1           | -           |
| Uruachi                  | 1           | -           |

| Edad  | Muertes | Edad    | Muertes |
| ----- | ------- | ------- | ------- |
| <1    | 0       | 50-54   | 68      |
| 1-4   | 1       | 55-59   | 77      |
| 5-9   | 1       | 60-64   | 88      |
| 10-14 | 0       | 65-69   | 74      |
| 15-19 | 1       | 70-74   | 63      |
| 20-24 | 1       | 75-79   | 43      |
| 25-29 | 7       | 80-84   | 40      |
| 30-34 | 20      | 85-89   | 13      |
| 35-39 | 23      | 90-94   | 6       |
| 40-44 | 48      | 95-99   | 5       |
| 45-49 | 60      | 100-104 | 2       |

| Comorbilidad        | Porcentaje |
| ------------------- | ---------- |
| Hipertensión        | 31%        |
| Diabetes            | 27%        |
| Obesidad            | 18%        |
| Tabaquismo          | 6%         |
| Enfermedad cardiaca | 47.9%      |
| Insuficiencia renal | 4%         |
| EPOC                | 3%         |
| Asma                | 2%         |
| Inmunosupresión     | 2%         |
| Otra                | 5%         |

## Semáforo
Actualmente el semáforo en las dos regiones del estado esta en el color amarillo.